# En Face (sastav)
En Face riječka je rock skupina koja je osnovana 1988. godine.
U to vrijeme sviraju po brojnim lokalnim manifestacijama (Rirock, Gitarijada Z.O. Rijeka), a pojavljuju se i na značajnijim festivalima na području bivše Jugoslavije. Prvi album objavljuju 1991. godine pod nazivom Barock ’n’ Roll. 1994. godine ostvaruju suradnju s riječkim rock glazbenikom Damirom Urbanom sa skladbom "S dlana Boga pala si", za koju 1996. godine dobivaju diskografsku nagradu Porin u kategoriji za najbolju vokalnu suradnju.

## Povijest sastava
Skupina En Face osnovana je 1988. godine u Rijeci. Prvu postavu sastava činili su članovi Sandro Bastiančić (vokal, bas-gitara), Sanjin Eterović (gitara, vokal), Miro Vidović (gitara) i Predrag Jerković (bubnjevi). Za razliku od ostalih riječkih rock skupina u to vrijeme, od početka su se priklonili više gitarističkom popu. Ljubavne teme i lagane melodije, kasnije će ih odvesti na vrhove top ljestvica.
Prve nastupe održavaju po brojnim lokalnim manifestacijama, a vrlo brzo počinju svirati na značajnijim festivalima po prostoru bivše države. Prvih godina kroz sastav je prošlo mnogo glazbenika i do 1990. godine u En Faceu su još svirali Damir Halilić (Public), Boris Reinić (Let 3), te Branimir Gazdik i Diego Manestri. Vlado Simčić i Alen Tibljaš kasnije postaju članovi sastava Laufer, dok Bastiančić i Eterović zajedno s Miroslavom Vidovićem i Predrag Jerković ustaljuju postavu En Facea. 1992. godine u ovoj postavi osvajaju treće mjesto na manifestaciji pod nazivom 'Kvarnerska rock liga '92' u konkurenciji od dvadeset pet sastava, a u ljeto 1993. godine plasiraju se među finaliste prvog 'Art & Music' festivala u Puli.

### Izdanja
1991. godine objavljuju svoj prvi album pod nazivom Barock ’n’ Roll i to je jedno od posljednjih domaćih vinili izdanja. Album osim promocije nije doživio nikakvu nakladu. Krajem 1994. godine En Face u nakladi izdavačke kuće Lobel, objavljuju svoj drugi studijski album pod nazivom S dlana Boga pala si. Na albumu se nalazi istoimena skladba koju su izveli u duetu zajedno s riječkim rockerom Damirom Urbanom (Laufer). Skladba je postala njihova velika uspješnica i 1996. godine za nju su dobili diskografsku nagradu Porin u kategoriji za najbolju vokalnu suradnju. Skladba "S dlana Boga pala si" također spada među najizvođenije hitove hrvatske glazbe svih vremena. Nakon dvije godine 1996. En Face objavljuje pop - rock albuma Čitaj 'An fas'. Simboličan naziv albuma dolazi od činjenice da su mnogi ime skupine izgovarali na pogrešan način kao "An Fejs". Album sadrži radijske uspješnice poput "Priča" i "Želio bih da si tu". Slijede albumi U krilu mjeseca i Sve se mijenja koje objavljuju za izdavačku kuću Dallas Records.
2002. godine objavljuju kompilacijski album pod nazivom Best of En Face 12+4 na kojoj se osim "S dlana Boga pala si" nalaze i skladbe objavljenje za izdavačku kuću Lobel, koja je u međuvremenu bankrotirala pa mnogi obožavatelji nisu mogli nabaviti njihova starija izdanja. Kompilacija osima starih uspješnica sadrži i četiri nove skladbe. Prva skladba pod nazivom "Lola", obrada je stare uspješnice sarajevske skupine Pro arte, koju je napisao Đorđe Novković, a a En Face je izvodi sa skupinom Blagdan Band. Nove skladbe u potpunost su rađene u njihovom poznatom stilu s naznakama da i dalje prate trendove pa stoga u ovim skladbama ima i laganih promjena u odnosu na njihov standardni zvuk. O toj promjeni govori Sandro Bastiančić u intervju za glazbeni internet magazin 'Rirock':
Osim standardni glazbenih gostiju, na albumu također sudjeluju Iva Močibob i Nikolina Tomljanović iz skupine E.N.I. u skladbama "Stariji smo jedan dan" i "Treba mi vremena".
2005. godine objavljuju svoj sedmi album Lako je ostati mlad. Album sadrži devet novih skladbi i novu obradu skladbe "Tvoje lice". Autori većine materijal su Sandro Bastiančić i Miro Vodović, a najavni singl bila je skladba "Sretan dan". Na snimanju su sudjelovali brojni glazbeni gosti među kojima je ponovo Vlado Simčić (Laufer), Ana Kabalin (Metrobolik), te Martina Pongrac Štritof (Divas), koja gostuje na skladbi "Dan kao san". Ostali gosti su Leo Rumora, Amira Hidić (prateći vokali), Daniel Srdoč (harmonika) i Darko Terlević (saksofon). Materijal su počeli snimati u studiju Nene Belana 'Garaža' u Rijeci, a miks i produkcija rađeni su u studiju 'Loud' u Amsterdamu, Nizozemska. Aranžmane za sve skladbe napravili su bubnjar Alen Tibljaš i Vedran Križan

## Diskografija

### Albumi
- 1991. - Barock ’n’ Roll (Nema problema)
- 1994. - S dlana Boga pala si (Lobel)
- 1996. - Čitaj 'An fas' (Lobel)
- 1997. - U krilu mjeseca (Dallas Records)
- 1999. - Sve se mijenja (Dallas Records)
- 2005. - Lako je ostati mlad (Dallas Records)

### Kompilacije
- 2002. - Best of En Face 12+4 (Dallas Records)

## Vanjske poveznice
- Sandro Bastiančić, En Face - Dokle god sam živ stvarat ću glazbu - Intervju sa Sandrom Bastiančićem